# Perform This Way
Perform This Way è un singolo del cantante statunitense "Weird Al" Yankovic pubblicato il 25 aprile 2011. La canzone è la parodia di Born This Way di Lady Gaga, e inoltre è il primo singolo del suo album studio Alpocalypse, i cui ricavati saranno donati alla Human Rights Campaign.

## Significato
La canzone, raccontata dal punto di vista di Lady Gaga, parla dello stile di performance della cantante e del significato che per lei ha la moda.

## Controversie
Nel 2011, Yankovic riportò che Lady Gaga non diede il permesso di pubblicare la canzone Perform This Way, che lui sperava di utilizzare come primo singolo del nuovo album. Sul suo blog, "Weird Al" affermò che la decisione venne presa solo dopo le pressioni del manager di Gaga affinché venisse effettuata una revisione di una versione registrata della canzone. In seguito al rifiuto, Yankovic pubblicò il singolo online il 20 aprile 2011, e incoraggiò le donazioni per la Human Rights Campaign. Yankovic aveva previsto sin dall'inizio di devolvere in beneficenza all'ente tutti i ricavati della canzone e del video, come un atto di "buon karma" dovuto al messaggio di diritti umani della canzone originale.
Dopo che il video fu caricato su YouTube, venne rivelato che Lady Gaga non aveva ancora ascoltato la canzone e che "lei è una grande fan di Weird Al". Il manager di Gaga aveva preso la decisione finale senza averle fatto ascoltare la canzone. A Yankovic venne dato successivamente il via libera da parte della stessa Gaga per includere la canzone nell'album

## Video musicale
Yankovic ha confermato che la canzone avrà un video musicale che sarà "molto più che fantastico, e inquietante su molti livelli".
Un teaser del video musicale, della durata di trenta secondi, venne trasmesso su Internet il 17 giugno 2011. Il video vero e proprio venne trasmesso per la prima volta su YouTube il 20 giugno 2011. Nel video si vede "Weird Al" Yankovic travestito da Lady Gaga, con tanto di parrucca bionda, che imita ed ironizza il suo modo di vestire e il suo modo di ballare. Nel video inoltre compare saltuariamente una sosia di Madonna interpretata da Holly Beavon, riferimento al confronto tra Madonna e Lady Gaga.